# Ömer Faruk Gergerlioğlu

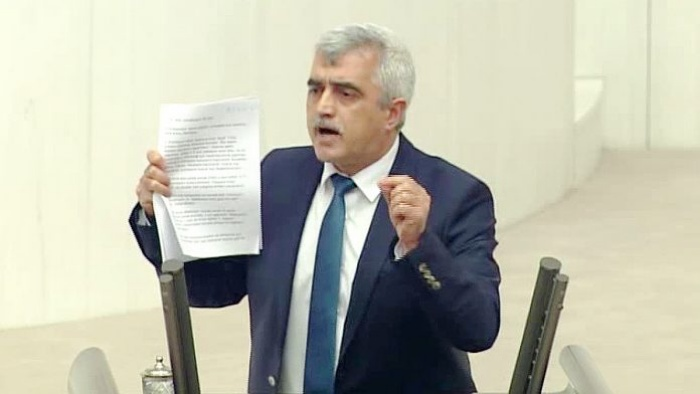
Ömer Faruk Gergerlioğlu, 2020

Ömer Faruk Gergerlioğlu (* 2. November 1965 in Şarkikaraağaç) ist ein türkischer Pneumologe, Menschenrechtsaktivist und ehemaliger Abgeordneter des Türkischen Parlaments für die Demokratische Partei der Völker (HDP).

## Leben und Ausbildung
Gergerlioğlu absolvierte seine Grund- und Schulausbildung an der religiösen Berufsschule in Bursa. Im Jahr 1990 absolvierte er ein Studium der Humanmedizin an der Anadolu-Universität. Er begann in einem medizinischen Zentrum in Tecirli, Provinz Iğdır, zu arbeiten. Seine zweite Station war das Orhaneli-Staatskrankenhaus in Bursa. Im Jahr 2000 schloss er seine Fachausbildung in Pneumologie am Süreyyapaşa-Pneumologie-Krankenhaus ab. Er wurde wegen einer der Nachrichten, die er in den sozialen Medien geteilt hatte, vom öffentlichen Dienst suspendiert. Dies erfolgte im Zuge des Ausnahmezustands, der nach dem Putschversuch am 15. Juli 2016 ausgerufen wurde.  Er wurde unter dem Dekret KHK no. 679 am 6. Januar 2017 suspendiert. Es ist ihm auch generell verboten, das Land zu verlassen. Erst nach seiner Wahl zum Abgeordneten bei den Parlamentswahlen im Juni 2018 konnte er ins Ausland reisen.
Gergerlioğlu war zwischen 2009 und 2015 im Bildungsbereich tätig und Gründungsleiter eines Vorschulinstituts. Er war auch der Kocaeli-Vertreter einer Bildungseinrichtung namens Akıl Oyunları (‚Mind Games‘ auf Englisch), die sich auf die Entwicklung der Intelligenz von Kindern konzentriert.
Neben Türkisch spricht Gergerlioğlu Englisch und Arabisch. Er ist verheiratet und hat drei Kinder.

## Menschenrechtliches Engagement
Zwischen 2003 und 2007 übernahm er die Präsidentschaft der Kocaeli-Abteilung der Vereinigung für Menschenrechte und Solidarität für die Unterdrückten (bekannt als Mazlumder). Auf lokaler Ebene in Kocaeli leitete er verschiedene Aktivitäten. 2007 wählte ihn die Generalversammlung von Mazlumder zum Präsidenten auf nationaler Ebene. 2009 legte Gergerlioglu das Amt nieder.
Er wurde Sprecher der Kocaeli-Friedensplattform (2013), die aus verschiedenen in Kocaeli aktiven NGOs bestand, und Sprecher der im März 2017 gegründeten Plattform für Rechte und Gerechtigkeit.
Er nahm an zahlreichen Menschenrechtsveranstaltungen im In- und Ausland teil und organisierte verschiedene Menschenrechtskampagnen. Seit 2007 schreibt er in lokalen, nationalen und internationalen Zeitungen und Webseiten über nationale und globale politische Themen. Er hat Interviews gegeben und Podcasts zum Thema Menschenrechtsverletzungen erstellt. Er macht zudem wöchentliche Sendungen auf Periscope mit dem Namen „OFG TV“.

## Politische Karriere
Bei den Parlamentswahlen vom 24. Juni 2018 wurde er in das türkische Parlament gewählt, in dem er Kocaeli für die Demokratische Volkspartei (HDP) vertritt. Er ist Mitglied der parlamentarischen Kommission für Menschenrechtsuntersuchungen.

## Strafverfolgung und Verhaftung
Im Februar 2018 wurde Gergerlioğlu zu 2,5 Jahren Gefängnis verurteilt, nachdem er auf Twitter einen Artikel mit dem Titel „PKK: Wenn der Staat die Initiative ergreift, kann Frieden innerhalb eines Monats erreicht werden“ veröffentlicht hatte. Aufgrund dieser Verurteilung wurde Ömer Faruk Gergerlioğlu am 17. März 2021 das Mandat entzogen. Nach dem Entzug der politischen Immunität verließ er das Gebäude des türkischen Parlaments nicht und initiierte zusammen mit anderen Abgeordneten der HDP eine sogenannte „Justice Watch“.
Am selben Tag, an dem seine parlamentarische Immunität aufgehoben wurde, reichte der türkische Staatsanwalt vor dem Kassationsgericht Bekir Şahin beim Verfassungsgericht eine Klage ein, in der er für ihn und 686 andere HDP-Politiker ein fünfjähriges Verbot der politischen Beteiligung forderte. Am Morgen des 21. März 2021 wurde er von der türkischen Polizei festgenommen und aus dem türkischen Parlament gebracht. Er wurde kurz nach seiner Festnahme wieder freigelassen. Am 2. April 2021 wurde er erneut festgenommen. Aus dem Gefängnis wurde er in ein Krankenhaus verlegt und am Herzen operiert, hierbei wurde ihm ein Stent eingesetzt. Wenige Stunden später wurde er von der Intensivstation ins F-Typ-Hochsicherheits-Gefängnis in Sincan gebracht.